# Карл Вернике
Карл Вернике (на немски: Carl Wernicke) е германски лекар, анатом, психиатър и невропатолог.

## Биография
Роден е на 15 май 1848 г., в Тарновиц, Прусия. Следва медицина в Университета в Бреслау, където през 1870 г. получава докторска степен. Между 1876 и 1878 г. е асистент в психиатричната клиника към Шарите (Charité) в Берлин. Още 26-годишен публикува изследванията си за рецептивната афазия. Умира в Германия поради сериозни наранявания на гръдната кост, получени при инцидент с колело.
Скоро след като Пол Брока публикува откритията си относно езиковия дефицит, предизвикан от увреждането на това, което днес се нарича зона на Брока, Вернике започва свое собствено изследване на ефектите на мозъчните болести върху речта и езика. Вернике забелязва, че не всички езикови дефицити са причинени от увреждане на полето на Брока. И по-точно, увреда в лявата горно-задна слепоочна гънка предизвиква езиков дефицит. Този регион сега се свързва с така наречената зона на Вернике и асоциирания с нея синдром познат като афазия на Вернике.

## Модел на езика на Вернике-Гешвинд
Вернике създава ранен неврологичен модел на езика, който по-късно е подновен от Норман Гешвинд. Моделът е познат като модел на Вернике-Гешвинд.

## Неврологични синдроми, описани от Вернике
- Афазия на Вернике: епонимен термин за рецептивна или сензорна афазия. Това е неспособност за разбиране на реч или за създаване на смислена такава, което е причинено от лезии на горно-задната слепоочна гънка.
- Енцефалопатия на Вернике: остър неврологичен синдром на офталмоплегия, атаксия и енцефалопатия получени при недостиг на тиамин. Енцефалопатията на Вернике може да се появи комбинирано с психоза на Корсаков, която е подостра алкохолна деменция. Тогава се нарича синдром на Вернике-Корсаков.